# Kawasaki Ki-56
El Kawasaki Ki-56 (en japonés: 一式貨物輸送機, Avión de Carga Tipo 1) fue un avión de transporte ligero bimotor japonés utilizado durante la Segunda Guerra Mundial. De acuerdo con el sistema aliado de nombres en código, en el que los bombarderos y los aviones de transporte llevan nombre de mujer, el Ki-52 fue apodado «Thalia». Se construyeron unos 121 ejemplares entre 1940 y 1943.

## Diseño y desarrollo
A finales de la década de 1930, Kawasaki logró adquirir una licencia de la Lockheed Corporation para producir el avión de transporte bimotor Lockheed L-14 Super Electra para el mercado japonés. Identificado con la designación LO, también fue producido por Tachikawa Hikōki. En septiembre de 1939, la empresa fue contactada por las autoridades militares del ejército imperial, que le solicitaban un desarrollo mejorado, un nuevo avión con mayor capacidad de carga y mejores características en la fase de despegue.
El proyecto se encargó a un grupo de diseño encabezado por el ingeniero Takeo Doi, que intervino en el proyecto original introduciendo una serie de cambios: se alargó el fuselaje, se modificó el ala y se adoptó un motor diferente al del modelo anterior, siempre basado en un par de motores radiales, pero más ligeros y capaces de desarrollar más potencia. El fuselaje estaba dotado de una gran escotilla de acceso situada en la parte trasera izquierda para facilitar las operaciones de carga y descarga, además de mantener una más pequeña para el acceso del personal y los pasajeros.
El primero de los dos prototipos logró completarse en noviembre de 1940 y durante los vuelos de pruebas mostró buenas características, acortando el espacio requerido para el despegue y mejorando el rendimiento general, logrando cumplir con las especificaciones requeridas. Tras la aprobación por parte de las autoridades militares, el modelo se puso en producción en serie, identificado según la convención de designación «larga» como «avión de carga tipo 1 para el ejército», junto con el anterior Tipo LO hasta diciembre de 1941, cuando este último cesó su producción. El Ki-56 siguió saliendo de la cadena de producción hasta septiembre de 1943 con 121 unidades construidas, los dos prototipos iniciales más 119 de serie.

## Historia operacional

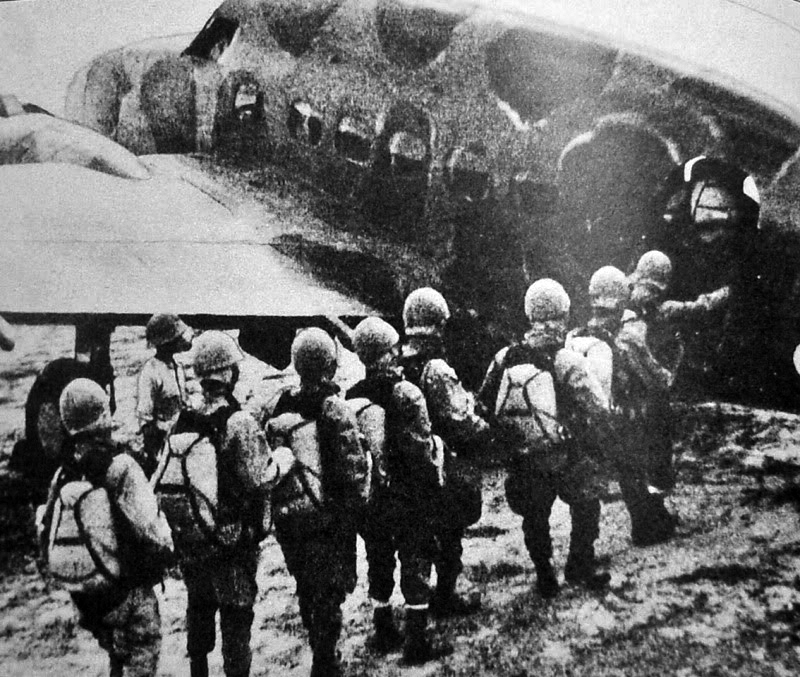
Paracaidistas japoneses entrando en un Kawasaki Ki-56.

El primer uso en combate del Ki-56 fue durante la invasión japonesa de Sumatra, en la campaña de las Indias Orientales Holandesas, que comenzó con un lanzamiento de paracaidistas desde los aviones de transportes Ki-56 sobre el aeródromo P1 y las refinerías de petróleo cerca de Palembang. Los cazas Hawker Hurricane de la Real Fuerza Aérea, que volaban desde P1 para localizar la flota de invasión japonesa, detectaron los Ki-56 entrantes, pero pensaron que eran aviones aliados Lockheed Hudson (también desarrollados a partir del Lockheed L-14 Super Electra) que regresaban de una misión. Los artilleros antiaéreos defensores en P1 fueron igualmente engañados, hasta que los paracaídas comenzaron a abrirse. Una vez que los cañones AA abrieron fuego, un transporte fue derribado, otro se vio obligado a realizar un aterrizaje de emergencia y otros se desviaron de su curso, pero el lanzamiento de paracaidistas fue efectivo, y el aeródromo y las instalaciones petroleras fueron ocupadas.

## Operadores
Japón
- Servicio Aéreo del Ejército Imperial Japonés

## Especificaciones (Ki-56)
Referencia datos: Encyclopedia of Military Aircraft; Japanese Aircraft of the Pacific War

### Características generales
- Tripulación: Cuatro (piloto, copiloto, navegante y operador de radio)
- Capacidad: 2400 kg (5300 lb)
- Longitud: 14,9 m (48,9 ft)
- Envergadura: 20 m (65,5 ft)
- Altura: 3,6 m (11,8 ft)
- Superficie alar: 51,2 m² (551,1 ft²)
- Peso vacío: 4672 kg (10 297,1 lb)
- Peso máximo al despegue: 8024 kg (17 684,9 lb)
- Planta motriz: 2× radial de 14 cilindros en dos filas refrigerado por aire Nakajima Ha-25.
  - Potencia: 740 kW (1020 HP; 1006 CV) cada uno.
- Hélices: Tripala de velocidad constante

### Rendimiento
- Velocidad máxima operativa (Vno): 400 km/h (249 MPH; 216 kt) a 3500 m (11 500 pies)
- Alcance: 3300 km (1782 nmi; 2051 mi)
- Techo de vuelo: 8000 m (26 247 ft)
- Carga alar: 156,7 kg/m² (32,1 lb/ft²)
- Potencia/peso: 0,184 kW/kg (0,112 hp/lb)
- Tiempo a altitud: 12 m, 38 s a 3000 m (9800 pies)

## Aeronaves relacionadas

### Aeronaves similares
- Lockheed L-14 Super Electra
- Mitsubishi Ki-57
- Nakajima Ki-34
- Tachikawa Ki-54

### Secuencias de designación
- Secuencia Ki-_ (interna de Kawasaki): ← Ki-38 - Ki-45 -Ki-48 - Ki-56 - Ki-60 - Ki-61 - Ki-64 →
- Secuencia Numérica del IJAAS: ← Ki-53 - Ki-54 - Ki-55 - Ki-56 - Ki-57 - Ki-58 - Ki-59 →